# Elvira Ibarz Ibarz
Elvira Ibarz Ibarz (Mequinenza, 11 de noviembre de 1891 - 1953) fue una resistente antifascista española que luchó junto a la resistencia francesa contra los nazis durante la Segunda Guerra Mundial y sobrevivió al Campo de concentración de Ravensbrück.

## Biografía
Era hija de Joaquim Ibarz y de Águeda Ibarz, ambos naturales Mequinenza. Casada en primeras nupcias con el minero Antonio Castelló Roca, fueron padres de María Castelló Ibarz. Tras enviudar, Elvira emigró a trabajar a Puebla de Segur (Lérida). Allí conoció a Jaume Beleta, hijo de la Plana de Mont-rós. Durante la segunda década del siglo XX la familia se estableció en Toulouse (Francia).
En 1936 regresaron a España para luchar en el bando republicano durante la Guerra Civil. Jaume Beleta trabajó en la fortificación de campos de aviación en Cataluña. Una vez ocupada Cataluña, Elvira y su hija María regresaron a Francia, acompañadas por las sobrinas Conchita, Rosa, Mercedes y Pepita Grangé. Las autoridades francesas las llevaron a Liévin (Paso de Calais) hasta febrero de 1939, cuando Elvira, María y Conchita regresaron a Toulouse.
Desde 1942 residieron en Gudas (Ariège), donde participaron en la Resistencia contra los nazis. Cuando Jaime fue descubierto huyó y se escondió en Andorra, y Elvira junto a su hija María y su sobrina Conchita Grangé entraron a formar parte de la 3.ª Brigada de Guerrilleros, ayudando a la evasión de soldados aliados a través de los Pirineos. Fue capturada con su hija María en mayo de 1944 cuando miembros de la Milicia francesa entraron a disparos en su casa de Gudas buscando al maqui Jesús Ríos.
Tras su detención, fueron internadas en la cárcel de Saint Michel (Toulouse) y deportadas en el "Tren Fantasma" desde Toulouse al campo de concentración de Dachau, donde llegaron el 28 de agosto de 1944. Como sucedió con la mayoría de las mujeres, días después fue trasladada al campo de concentración de Ravensbrück donde recibió el número de matrícula 62.478. Fue liberarada por tropas soviéticas mientras participaba en una Marcha de la Muerte.

## Reconocimiento
Con motivo de la celebración de la Asamblea anual de la Amical de Mauthausen en los Museos de Mequinenza, se inauguró un monumento dedicado a las personas nacidas en la localidad que fueron deportadas a los campos nazis y se instaló una placa metálica en un monolito de piedra con la inscripción "A todos los hijos de Mequinenza que sufrieron la deportación a los campos nazis (1940-1945)" para recordarlos.